# 拉罗克昂加兰
拉罗克昂加兰（法語：Larroque-Engalin，法語發音：[laʁɔk ɑ̃ɡalɛ̃]）是法国热尔省的一个市镇，属于孔东区和热尔洛马涅市镇公共社区。

## 地理
拉罗克昂加兰（43°59'23"N, 0°32'30"E）面积6.16 平方千米，位于法国奧克西塔尼大區热尔省，该省份为法国西南部内陆省份，北起顺时针与洛特-加龙省、塔恩-加龙省、上加龙省、上比利牛斯省、大西洋比利牛斯省和朗德省接壤。
与拉罗克昂加兰接壤的市镇（或旧市镇、城区）包括：贝拉克、拉加尔德、拉罗米约、圣马丹德戈伊讷。
拉罗克昂加兰的时区为UTC+01:00、UTC+02:00（夏令时）。

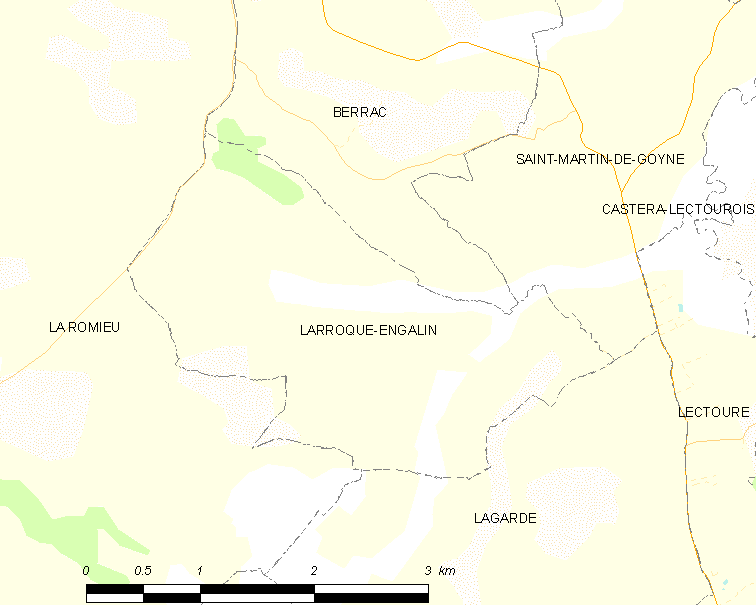
拉罗克昂加兰的OSM定位图

## 行政
拉罗克昂加兰的邮政编码为32480，INSEE市镇编码为32195。

## 政治
拉罗克昂加兰所属的省级选区为莱克图尔-洛马涅县。

## 交通
热尔省省道D266线经过拉罗克昂加兰市中心。

## 人口

1962-2008年间拉罗克昂加兰人口变化图示

拉罗克昂加兰于2022年1月1日时的人口数量为45人。